# Zlatý roh (Vladivostok)

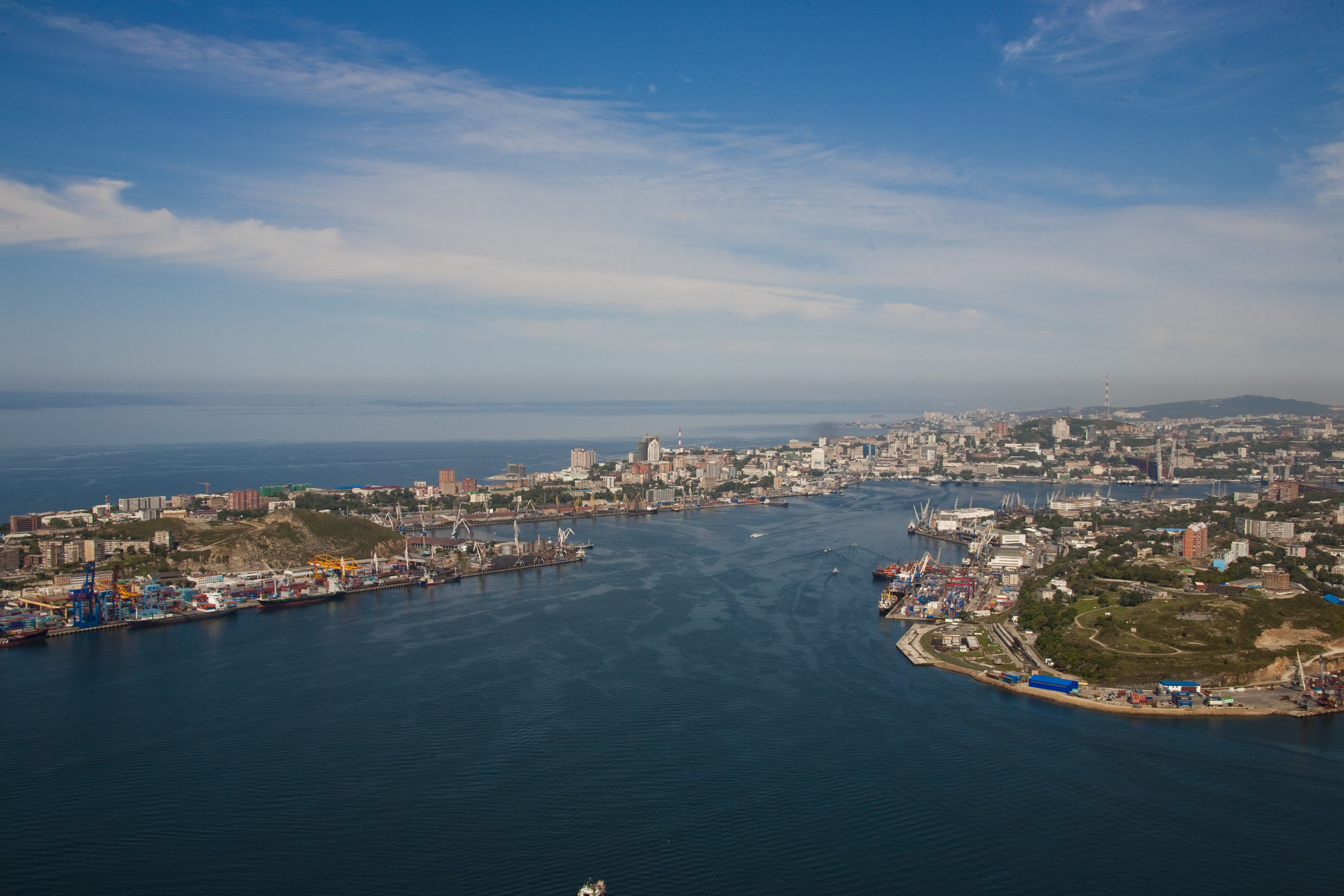
Zlatý roh a město Vladivostok (2010)

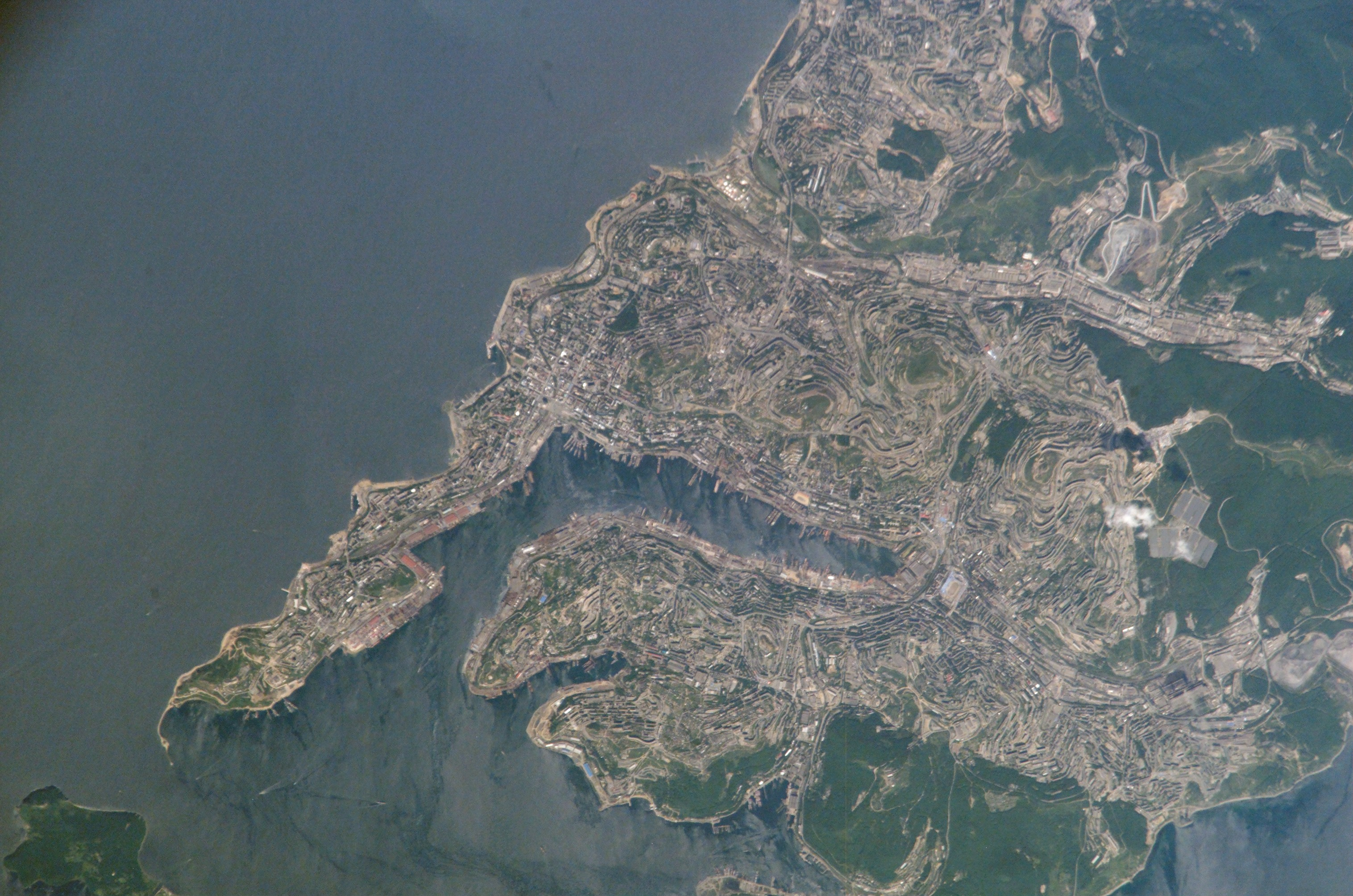
Záliv z výšky

Zlatý roh (rusky Золотой Рог) je dlouhý úzký záliv v průlivu Východní Bospor v Japonském moři. Na březích Zlatého rohu se rozprostírá město Vladivostok, záliv v podstatě tvoří jeho centrum. Skutečnost, že tento záliv je ideálním kotvištěm, byla jedním z důvodů k založení města právě zde. Nachází se zde obchodní, vojenský i rybářský přístav, stejně jako opravárenské doky. Záliv je od roku 2012 překlenut Zlatým mostem.

## Charakteristika
Na začátku zálivu je hloubka 20 až 27 m, dále ke konci se hloubka postupně snižuje. U přístavišť dosahuje od 5,2 do 15,2 metrů. Dno je bahnité. Břehy Zlatého rohu byly původně převážně kopcovité a skalnaté, nicméně kvůli potřebám přístavišť byly často upraveny, případně rozšířeny směrem do moře. Na konci zálivu do něj ústí říčka Objasněnija. Téměř celé břehy zálivu Zlatý roh jsou lemovány různými přístavišti, kotvišti, moly či nábřežími.